# فرنسيسكو سانشيز سيلفا
فرنسيسكو سانشيز سيلفا (بالإسبانية: Francisco Sánchez Silva)‏ (8 سبتمبر 1986 بفينيا ديل مار في تشيلي - ) هو مدرب كرة قدم ولاعب كرة قدم تشيلي في مركز الوسط. شارك مع منتخب تشيلي تحت 20 سنة لكرة القدم. أما مع النوادي، فقد لعب مع أوداكس إيتاليانو وإيفرتون دي فينا ديل مار وسان لويس دي كويلوتا.

## وصلات خارجية
- فرنسيسكو سانشيز سيلفا على موقع قاعدة بيانات كرة القدم.إي يو (الإنجليزية)